# Acoustica (àlbum de Scorpions)
Acoustica és un àlbum en directe del grup de Heavy Metal alemany Scorpions, publicat el 2001.
Acoustica va ser gravat en tres concerts, a Convento do Beato, Lisboa, Portugal. Va ser el disc més inusual del grup, segons diu Klaus Meine al DVD. El grup va agafar també un grup de músics per les veus de fons, un percussionista, un guitarrista extra i en Christian Kolonovits (que va treballar amb el grup com a director i arranjador de l'àlbum de Moment of Glory) als teclats. També va treballar en l'arranjament de les cançons acústiques.
Es van fer quatre noves cançons: "Life Is Too Short", "When Love Kills Love", "Back To You" and "I Wanted To Cry". Totes les noves cançons surten al DVD, mentre que "Back To You" no es va incloure en el CD.
Una altra cosa interessant és que les versions de la coberta de Acoustica són amb un estil de "Drive" de The Cars, "Dust In The Wind" de Kansas i "Love Of My Life" de Queen.

L'àlbum té la categoria d'or al Brasil, i el DVD com a platinum.

## Llista de cançons CD
Totes les cançons són escrites per Rudolf Schenker i Klaus Meine, excepte les que s'especifiquen.
1. "The Zoo" - 5:49
2. "Always Somewhere" - 4:10
3. "Life Is Too Short" - 5:18
4. "Holiday" - 5:55
5. "You and I" (Meine) - 5:19
6. "When Love Kills Love" - 4:53
7. "Dust in the Wind" (Livgren) - 3:49 (Kansas)
8. "Send Me an Angel" - 5:24
9. "Catch Your Train" - 3:36
10. "I Wanted to Cry (But the Tears Wouldn't Come)" - 3:47
11. "Wind of Change" (Meine) - 5:34
12. "Love of My Life" (Mercury) - 2:26 (Queen)
13. "Drive" (Ocasek) - 4:00 (The Cars)
14. "Still Loving You" - 5:45
15. "Hurricane 2001" (Schenker/Meine/Rarebell) - 4:35

## Llista de cançons DVD
1. "Loving You Sunday Morning" - 5:24
2. "Is There Anybody There" - 4:39
3. "Still Loving You" – 7:30
4. "The Zoo" – 7:15
5. "Always Somewhere" – 5:26
6. "Life Is Too Short" – 6:32
7. "Holiday" – 6:02
8. "You and I" – 5:23
9. "When Love Kills Love" – 5:10
10. "Tease Me Please Me" - 5:21
11. "Dust in the Wind" (original de Kansas) – 4:01
12. "Send Me an Angel" – 5:55
13. "Under The Same Sun" - 5:25
14. "Rhythm Of Love" - 5:22
15. "Back To You" - 4:57
16. "Catch Your Train" – 3:50
17. "I Wanted to Cry (But the Tears Wouldn't Come)" – 4:07
18. "Hurricane 2001" – 4:39
19. "Wind of Change" – 6:56
20. "Love of My Life" (original by Queen) - 3:00
21. "Drive" (original de The Cars) - 4:10
22. "Still Loving You" – 5:45

## Formació
- Klaus Meine: Cantant
- Rudolf Schenker: Guitarra
- Matthias Jabs: Guitarra
- James Kottak: bateria
- Ralph Rieckermann: Baix

- Christian Kolonovits - Piano
- Johan Daansen - Guitarra
- Mario Argandona - Percussió
- Ariana Arcu - Violoncel